# Enrico Stuart (re consorte)
Enrico Stuart, Lord Darnley (Leeds, 7 dicembre 1545 – Edimburgo, 10 febbraio 1567), fu re consorte di Scozia, come secondo marito della regina Maria Stuart.
Dalla sovrana ricevette i titoli di conte di Ross e duca d'Albany.

## Biografia

### Ascendenti reali
Era figlio di Margaret Douglas e Matthew Stuart, conte di Lennox. Enrico, cattolico, era discendente sia degli Stuart, in quanto pronipote di Giacomo II di Scozia, sia dei Tudor in quanto nipote di Margherita Tudor, figlia di Enrico VII d'Inghilterra. Il suo prozio, Enrico VIII d'Inghilterra, aveva nel suo testamento dato la precedenza, nel caso che i suoi figli Edoardo, Maria ed Elisabetta fossero morti senza eredi diretti, ai figli della sorella minore Maria Tudor, invece che a quelli della sorella maggiore Margherita Tudor, andata sposa al re di Scozia. Il suo intento era infatti quello di evitare che sul trono inglese sedessero sovrani stranieri. Enrico, sebbene uno Stuart, era suddito inglese; ciò quindi lo rendeva idoneo, in teoria, a salire sul trono inglese.

### Matrimonio

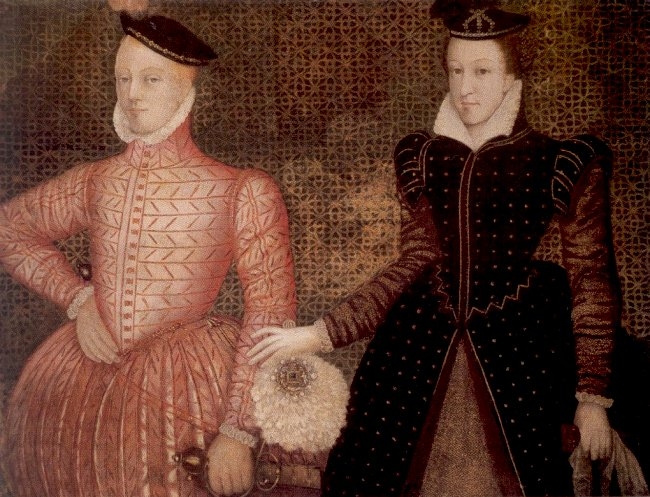
Darnley e Maria, regina di Scozia (dipinto c. 1565, ora a Hardwick Hall nel Derbyshire)

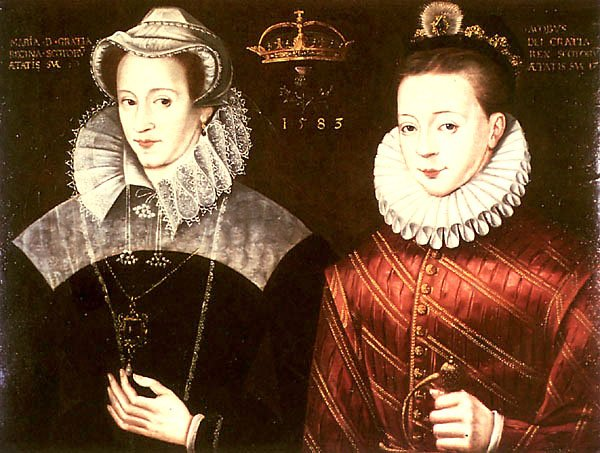
Giacomo VI e I (a destra) raffigurato all'età di 17 anni accanto alla madre Maria (a sinistra), 1583. In realtà, furono separati quando lui era ancora un bambino

Maria Stuarda, desiderosa di potere essere designata da Elisabetta I a succederle, sposò il giovane Stuart il 29 luglio 1565 nella cappella reale di Holyrood Palace. Il matrimonio, che rendeva il cattolico Enrico re consorte di Scozia, non fu però appoggiato né da Elisabetta I né dai nobili protestanti, primo fra tutti il fratellastro di Maria Giacomo Stuart, I conte di Moray, che si affrettò a unirsi con gli altri lord in una ribellione aperta, fomentati da Elisabetta. Maria organizzò un incontro a Stirling il 26 agosto 1565 per confrontarsi e ritornò a Edimburgo il mese seguente per aumentare il numero delle truppe. Moray e i lord ribelli furono messi in fuga ed esiliati: una decisiva azione militare divenuta nota come l'incursione di Chaseabout. Enrico diveniva così, come la moglie, un sovrano cattolico di un regno ormai protestante e per di più profondamente diviso in fazioni famigliari in perenne lotta tra loro.
Non molto tempo dopo Maria rimase incinta. Darnley, fisicamente prestante ma ottuso e violento, divenne arrogante e domandò un potere commisurato al suo titolo di re. In un'occasione attaccò Maria in un mancato tentativo di causarle l'aborto del loro bambino.

### L'omicidio di Davide Rizzio
A corte andava rafforzandosi la posizione di Davide Rizzio, musico di origine piemontese, nonché segretario e intimo confidente della regina di Scozia. Lo strano legame cominciò a destare l'accesa ostilità dei nobili protestanti sconfitti da Maria e nel marzo del 1566, sebbene cattolico, Darnley si unì a loro in una cospirazione. Il 9 marzo un gruppo di nobiluomini, accompagnati da Darnley, uccisero Rizzio davanti agli occhi della regina, mentre i due avevano un colloquio a Holyrood Palace. Enrico, il quale però si pentì della propria partecipazione, fece alla moglie tutti i nomi dei cospiratori, ma l'omicidio del musico fu la causa della rottura del loro matrimonio. Enrico si era rivelato incapace come marito e come regnante, al punto da costringere Maria a esautorarlo gradualmente da ogni carica regale e coniugale. Tra i cospiratori vi era probabilmente anche Moray, scappato in Inghilterra con altri scozzesi. La maggior parte di loro venne perdonata e tornò dall'esilio.

### Morte

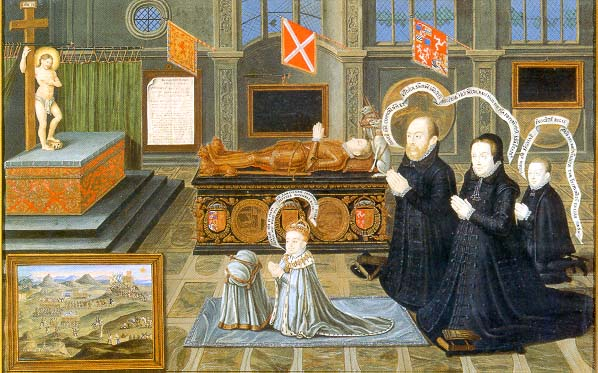
Il 4º Conte di Lennox e sua moglie Lady Margaret Douglas piangono la morte del loro figlio maggiore Enrico Stuart, Lord Darnley (1545-1567), insieme al loro figlio più giovane, il futuro Charles Stuart, 1º Conte di Lennox, e suo nipote, il Re Giacomo VI di Scozia, figlio di Darnley. Opera di Livinus De Vogelaare

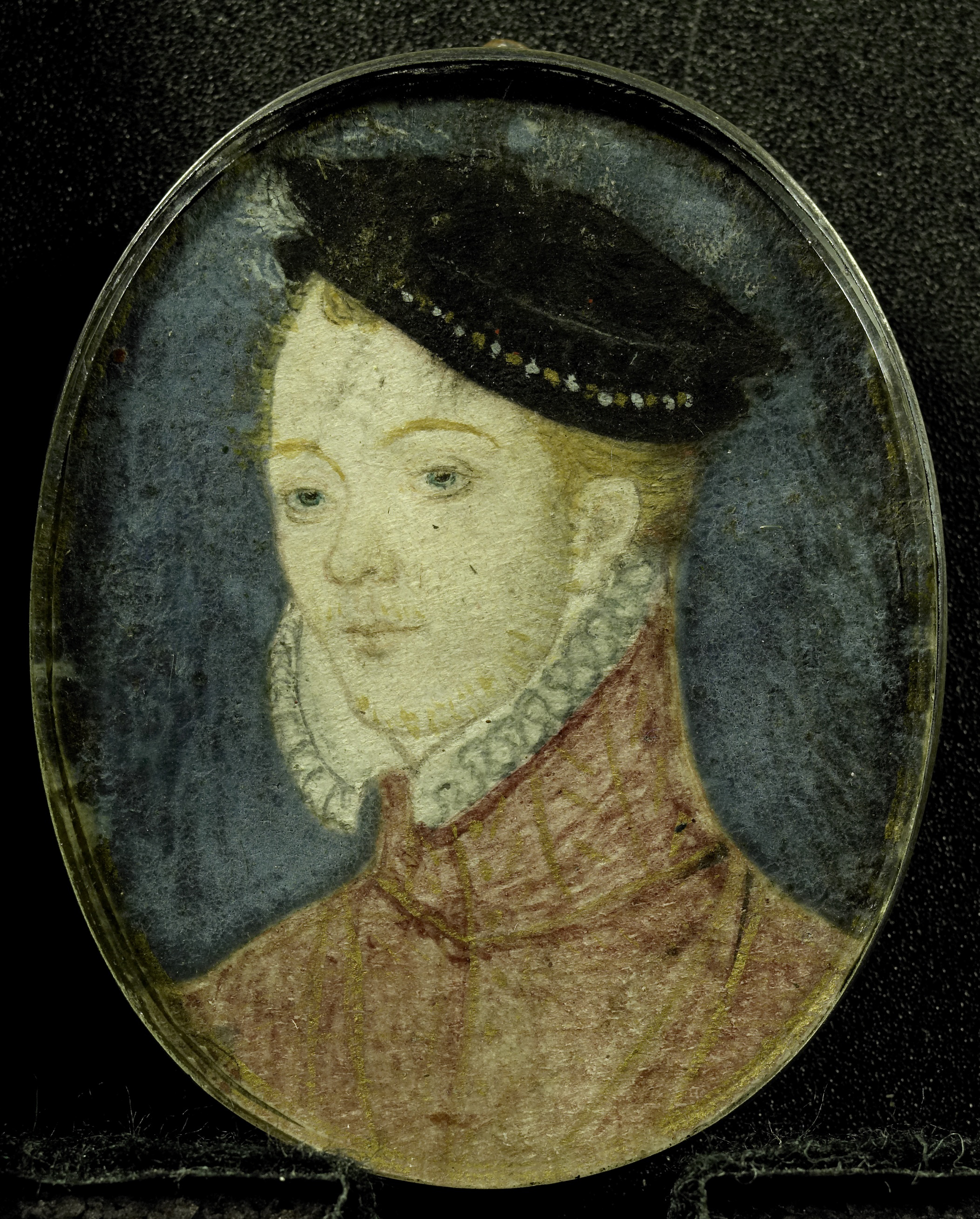
Lord Darnley

In seguito alla nascita del loro figlio Giacomo il 19 giugno 1566, fu organizzato un piano per eliminare Darnley, che era già malato (forse affetto da sifilide). Si stava curando in una casa di Edimburgo, dove Maria lo andava a trovare spesso, in modo tale che sembrasse possibile una riappacificazione. Nel febbraio del 1567, si verificò un'esplosione nella casa di Kirk o' Field e Darnley fu trovato morto in giardino. Apparentemente Darnley fu strangolato o soffocato; il suo corpo non era stato danneggiato dall'esplosione. Questo evento, che avrebbe dovuto essere la salvezza di Maria, danneggiò invece la sua reputazione, benché ancora si discute se Maria fosse o meno a conoscenza del piano. James Hepburn, IV conte di Bothwell, un avventuriero che sarebbe diventato il suo terzo marito, fu accusato dell'omicidio e fu portato davanti a un processo farsa, dal quale fu comunque assolto. Maria cercò di riconquistare il sostegno dei suoi lord, mentre Bothwell spinse alcuni di loro a firmare l'Ainslie Taverna Bond, nel quale si accordarono per sostenere le sue pretese di sposare Maria.
Dopo il matrimonio i lord fomentarono il popolo alla ribellione; Bothwell scappò all'estero e Maria fu imprigionata e costretta ad abdicare in favore del figlio Giacomo, che salì al trono con il nome di Giacomo VI di Scozia e la cui reggenza fu tenuta dallo zio Giacomo Moray. Maria fu dapprima imprigionata nel castello di Loch Leven; da lì riuscì a fuggire in Inghilterra, dove la regina Elisabetta I le diede asilo ospitandola in vari castelli, sotto stretta sorveglianza. Bothwell finì i suoi giorni prigioniero in Danimarca.
Alla morte di Elisabetta I Giacomo VI divenne anche re d'Inghilterra con il nome di Giacomo I, unendo così i due regni.

## Note

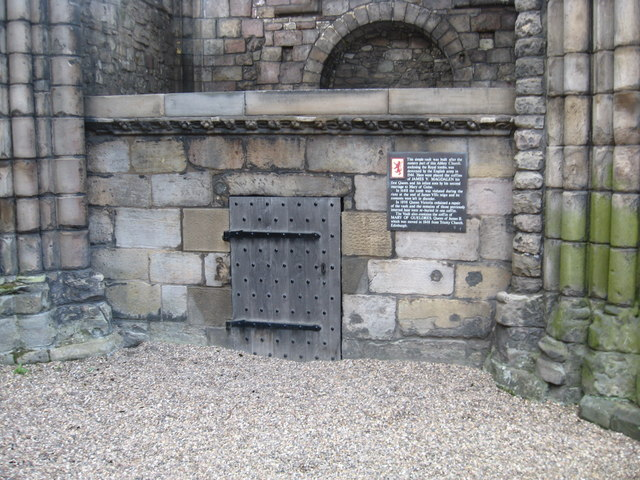
Cripta reale dell'abbazia di Holyrood dove è sepolto anche Lord Darnley

## Genealogia
Albero genealogico Tudor
|                                 |                                 |                                 |                                 |                                 |                                 |                         |                         |                  |                  |                  |                  |              |              | Enrico VII d'Inghilterra | Enrico VII d'Inghilterra | Enrico VII d'Inghilterra | Enrico VII d'Inghilterra | Enrico VII d'Inghilterra | Enrico VII d'Inghilterra |                            |                            |                            |                            |                            |                            | Elisabetta di York       | Elisabetta di York       | Elisabetta di York       | Elisabetta di York       | Elisabetta di York       | Elisabetta di York       |                |                |                 |                 |                 |                 |                 |                 |                 |                 |                 |                 |                   |                   |                   |                   |                   |                   |  |  |  |  |  |  |  |  |  |  |  |  |  |  |  |  |  |  |  |  |  |  |  |  |  |  |  |  |  |  |  |  |  |  |  |  |  |  |  |  |  |  |  |  |
|                                 |                                 |                                 |                                 |                                 |                                 |                         |                         |                  |                  |                  |                  |              |              | Enrico VII d'Inghilterra | Enrico VII d'Inghilterra | Enrico VII d'Inghilterra | Enrico VII d'Inghilterra | Enrico VII d'Inghilterra | Enrico VII d'Inghilterra |                            |                            |                            |                            |                            |                            | Elisabetta di York       | Elisabetta di York       | Elisabetta di York       | Elisabetta di York       | Elisabetta di York       | Elisabetta di York       |                |                |                 |                 |                 |                 |                 |                 |                 |                 |                 |                 |                   |                   |                   |                   |                   |                   |  |  |  |  |  |  |  |  |  |  |  |  |  |  |  |  |  |  |  |  |  |  |  |  |  |  |  |  |  |  |  |  |  |  |  |  |  |  |  |  |  |  |  |  |
|                                 |                                 |                                 |                                 |                                 |                                 |                         |                         |                  |                  |                  |                  |              |              |                          |                          |                          |                          |                          |                          |                            |                            |                            |                            |                            |                            |                          |                          |                          |                          |                          |                          |                |                |                 |                 |                 |                 |                 |                 |                 |                 |                 |                 |                   |                   |                   |                   |                   |                   |  |  |  |  |  |  |  |  |  |  |  |  |  |  |  |  |  |  |  |  |  |  |  |  |  |  |  |  |  |  |  |  |  |  |  |  |  |  |  |  |  |  |  |  |
|                                 |                                 |                                 |                                 |                                 |                                 |                         |                         |                  |                  |                  |                  |              |              |                          |                          |                          |                          |                          |                          |                            |                            |                            |                            |                            |                            |                          |                          |                          |                          |                          |                          |                |                |                 |                 |                 |                 |                 |                 |                 |                 |                 |                 |                   |                   |                   |                   |                   |                   |  |  |  |  |  |  |  |  |  |  |  |  |  |  |  |  |  |  |  |  |  |  |  |  |  |  |  |  |  |  |  |  |  |  |  |  |  |  |  |  |  |  |  |  |
|                                 |                                 |                                 |                                 | Margherita Tudor                | Margherita Tudor                | Margherita Tudor        | Margherita Tudor        | Margherita Tudor | Margherita Tudor |                  |                  |              |              |                          |                          |                          |                          |                          |                          | Enrico VIII d'Inghilterra  | Enrico VIII d'Inghilterra  | Enrico VIII d'Inghilterra  | Enrico VIII d'Inghilterra  | Enrico VIII d'Inghilterra  | Enrico VIII d'Inghilterra  |                          |                          |                          |                          |                          |                          |                |                |                 |                 |                 |                 | Maria Tudor     | Maria Tudor     | Maria Tudor     | Maria Tudor     | Maria Tudor     | Maria Tudor     |                   |                   |                   |                   |                   |                   |  |  |  |  |  |  |  |  |  |  |  |  |  |  |  |  |  |  |  |  |  |  |  |  |  |  |  |  |  |  |  |  |  |  |  |  |  |  |  |  |  |  |  |  |
|                                 |                                 |                                 |                                 | Margherita Tudor                | Margherita Tudor                | Margherita Tudor        | Margherita Tudor        | Margherita Tudor | Margherita Tudor |                  |                  |              |              |                          |                          |                          |                          |                          |                          | Enrico VIII d'Inghilterra  | Enrico VIII d'Inghilterra  | Enrico VIII d'Inghilterra  | Enrico VIII d'Inghilterra  | Enrico VIII d'Inghilterra  | Enrico VIII d'Inghilterra  |                          |                          |                          |                          |                          |                          |                |                |                 |                 |                 |                 | Maria Tudor     | Maria Tudor     | Maria Tudor     | Maria Tudor     | Maria Tudor     | Maria Tudor     |                   |                   |                   |                   |                   |                   |  |  |  |  |  |  |  |  |  |  |  |  |  |  |  |  |  |  |  |  |  |  |  |  |  |  |  |  |  |  |  |  |  |  |  |  |  |  |  |  |  |  |  |  |
|                                 |                                 |                                 |                                 |                                 |                                 |                         |                         |                  |                  |                  |                  |              |              |                          |                          |                          |                          |                          |                          |                            |                            |                            |                            |                            |                            |                          |                          |                          |                          |                          |                          |                |                |                 |                 |                 |                 |                 |                 |                 |                 |                 |                 |                   |                   |                   |                   |                   |                   |  |  |  |  |  |  |  |  |  |  |  |  |  |  |  |  |  |  |  |  |  |  |  |  |  |  |  |  |  |  |  |  |  |  |  |  |  |  |  |  |  |  |  |  |
| Giacomo V di Scozia             | Giacomo V di Scozia             | Giacomo V di Scozia             | Giacomo V di Scozia             | Giacomo V di Scozia             | Giacomo V di Scozia             | Margaret Douglas        | Margaret Douglas        | Margaret Douglas | Margaret Douglas | Margaret Douglas | Margaret Douglas |              |              | Maria I d'Inghilterra    | Maria I d'Inghilterra    | Maria I d'Inghilterra    | Maria I d'Inghilterra    | Maria I d'Inghilterra    | Maria I d'Inghilterra    | Elisabetta I d'Inghilterra | Elisabetta I d'Inghilterra | Elisabetta I d'Inghilterra | Elisabetta I d'Inghilterra | Elisabetta I d'Inghilterra | Elisabetta I d'Inghilterra | Edoardo VI d'Inghilterra | Edoardo VI d'Inghilterra | Edoardo VI d'Inghilterra | Edoardo VI d'Inghilterra | Edoardo VI d'Inghilterra | Edoardo VI d'Inghilterra |                |                | Frances Brandon | Frances Brandon | Frances Brandon | Frances Brandon | Frances Brandon | Frances Brandon | Eleanor Brandon | Eleanor Brandon | Eleanor Brandon | Eleanor Brandon | Eleanor Brandon   | Eleanor Brandon   |                   |                   |                   |                   |  |  |  |  |  |  |  |  |  |  |  |  |  |  |  |  |  |  |  |  |  |  |  |  |  |  |  |  |  |  |  |  |  |  |  |  |  |  |  |  |  |  |  |  |
| Giacomo V di Scozia             | Giacomo V di Scozia             | Giacomo V di Scozia             | Giacomo V di Scozia             | Giacomo V di Scozia             | Giacomo V di Scozia             | Margaret Douglas        | Margaret Douglas        | Margaret Douglas | Margaret Douglas | Margaret Douglas | Margaret Douglas |              |              | Maria I d'Inghilterra    | Maria I d'Inghilterra    | Maria I d'Inghilterra    | Maria I d'Inghilterra    | Maria I d'Inghilterra    | Maria I d'Inghilterra    | Elisabetta I d'Inghilterra | Elisabetta I d'Inghilterra | Elisabetta I d'Inghilterra | Elisabetta I d'Inghilterra | Elisabetta I d'Inghilterra | Elisabetta I d'Inghilterra | Edoardo VI d'Inghilterra | Edoardo VI d'Inghilterra | Edoardo VI d'Inghilterra | Edoardo VI d'Inghilterra | Edoardo VI d'Inghilterra | Edoardo VI d'Inghilterra |                |                | Frances Brandon | Frances Brandon | Frances Brandon | Frances Brandon | Frances Brandon | Frances Brandon | Eleanor Brandon | Eleanor Brandon | Eleanor Brandon | Eleanor Brandon | Eleanor Brandon   | Eleanor Brandon   |                   |                   |                   |                   |  |  |  |  |  |  |  |  |  |  |  |  |  |  |  |  |  |  |  |  |  |  |  |  |  |  |  |  |  |  |  |  |  |  |  |  |  |  |  |  |  |  |  |  |
|                                 |                                 |                                 |                                 |                                 |                                 |                         |                         |                  |                  |                  |                  |              |              |                          |                          |                          |                          |                          |                          |                            |                            |                            |                            |                            |                            |                          |                          |                          |                          |                          |                          |                |                |                 |                 |                 |                 |                 |                 |                 |                 |                 |                 |                   |                   |                   |                   |                   |                   |  |  |  |  |  |  |  |  |  |  |  |  |  |  |  |  |  |  |  |  |  |  |  |  |  |  |  |  |  |  |  |  |  |  |  |  |  |  |  |  |  |  |  |  |
| Maria Stuarda, regina di Scozia | Maria Stuarda, regina di Scozia | Maria Stuarda, regina di Scozia | Maria Stuarda, regina di Scozia | Maria Stuarda, regina di Scozia | Maria Stuarda, regina di Scozia | Enrico Stuart           | Enrico Stuart           | Enrico Stuart    | Enrico Stuart    | Enrico Stuart    | Enrico Stuart    | Carlo Stuart | Carlo Stuart | Carlo Stuart             | Carlo Stuart             | Carlo Stuart             | Carlo Stuart             |                          |                          |                            |                            |                            |                            | Jane Grey                  | Jane Grey                  | Jane Grey                | Jane Grey                | Jane Grey                | Jane Grey                | Catherine Grey           | Catherine Grey           | Catherine Grey | Catherine Grey | Catherine Grey  | Catherine Grey  | Mary Grey       | Mary Grey       | Mary Grey       | Mary Grey       | Mary Grey       | Mary Grey       |                 |                 | Margaret Clifford | Margaret Clifford | Margaret Clifford | Margaret Clifford | Margaret Clifford | Margaret Clifford |  |  |  |  |  |  |  |  |  |  |  |  |  |  |  |  |  |  |  |  |  |  |  |  |  |  |  |  |  |  |  |  |  |  |  |  |  |  |  |  |  |  |  |  |
| Maria Stuarda, regina di Scozia | Maria Stuarda, regina di Scozia | Maria Stuarda, regina di Scozia | Maria Stuarda, regina di Scozia | Maria Stuarda, regina di Scozia | Maria Stuarda, regina di Scozia | Enrico Stuart           | Enrico Stuart           | Enrico Stuart    | Enrico Stuart    | Enrico Stuart    | Enrico Stuart    | Carlo Stuart | Carlo Stuart | Carlo Stuart             | Carlo Stuart             | Carlo Stuart             | Carlo Stuart             |                          |                          |                            |                            |                            |                            | Jane Grey                  | Jane Grey                  | Jane Grey                | Jane Grey                | Jane Grey                | Jane Grey                | Catherine Grey           | Catherine Grey           | Catherine Grey | Catherine Grey | Catherine Grey  | Catherine Grey  | Mary Grey       | Mary Grey       | Mary Grey       | Mary Grey       | Mary Grey       | Mary Grey       |                 |                 | Margaret Clifford | Margaret Clifford | Margaret Clifford | Margaret Clifford | Margaret Clifford | Margaret Clifford |  |  |  |  |  |  |  |  |  |  |  |  |  |  |  |  |  |  |  |  |  |  |  |  |  |  |  |  |  |  |  |  |  |  |  |  |  |  |  |  |  |  |  |  |
|                                 |                                 |                                 |                                 |                                 |                                 |                         |                         |                  |                  |                  |                  |              |              |                          |                          |                          |                          |                          |                          |                            |                            |                            |                            |                            |                            |                          |                          |                          |                          |                          |                          |                |                |                 |                 |                 |                 |                 |                 |                 |                 |                 |                 |                   |                   |                   |                   |                   |                   |  |  |  |  |  |  |  |  |  |  |  |  |  |  |  |  |  |  |  |  |  |  |  |  |  |  |  |  |  |  |  |  |  |  |  |  |  |  |  |  |  |  |  |  |
|                                 |                                 | Giacomo I d'Inghilterra         | Giacomo I d'Inghilterra         | Giacomo I d'Inghilterra         | Giacomo I d'Inghilterra         | Giacomo I d'Inghilterra | Giacomo I d'Inghilterra |                  |                  |                  |                  |              |              | Arbella Stuart           | Arbella Stuart           | Arbella Stuart           | Arbella Stuart           | Arbella Stuart           | Arbella Stuart           |                            |                            |                            |                            |                            |                            |                          |                          |                          |                          |                          |                          |                |                |                 |                 |                 |                 |                 |                 |                 |                 |                 |                 | ebbe discendenza  | ebbe discendenza  | ebbe discendenza  | ebbe discendenza  | ebbe discendenza  | ebbe discendenza  |  |  |  |  |  |  |  |  |  |  |  |  |  |  |  |  |  |  |  |  |  |  |  |  |  |  |  |  |  |  |  |  |  |  |  |  |  |  |  |  |  |  |  |  |
|                                 |                                 | Giacomo I d'Inghilterra         | Giacomo I d'Inghilterra         | Giacomo I d'Inghilterra         | Giacomo I d'Inghilterra         | Giacomo I d'Inghilterra | Giacomo I d'Inghilterra |                  |                  |                  |                  |              |              | Arbella Stuart           | Arbella Stuart           | Arbella Stuart           | Arbella Stuart           | Arbella Stuart           | Arbella Stuart           |                            |                            |                            |                            |                            |                            |                          |                          |                          |                          |                          |                          |                |                |                 |                 |                 |                 |                 |                 |                 |                 |                 |                 | ebbe discendenza  | ebbe discendenza  | ebbe discendenza  | ebbe discendenza  | ebbe discendenza  | ebbe discendenza  |  |  |  |  |  |  |  |  |  |  |  |  |  |  |  |  |  |  |  |  |  |  |  |  |  |  |  |  |  |  |  |  |  |  |  |  |  |  |  |  |  |  |  |  |

## Ascendenza
|                                      |                |                                     | Genitori                               |  |  | Nonni |  |  | Bisnonni                            |  |  | Trisnonni                         |  |
|                                      |                |                                     |                                        |  |  |       |  |  | Matthew Stewart, IV conte di Lennox |  |  | John Stewart, III conte di Lennox |  |
|                                      |                |                                     |                                        |  |  |       |  |  | Matthew Stewart, IV conte di Lennox |  |  | John Stewart, III conte di Lennox |  |
|                                      |                | Margaret Montgomerie                |                                        |  |  |       |  |  | Matthew Stewart, IV conte di Lennox |  |  |                                   |  |
| John Stewart, III conte di Lennox    |                |                                     |                                        |  |  |       |  |  | Matthew Stewart, IV conte di Lennox |  |  |                                   |  |
|                                      |                | Elizabeth Hamilton                  | James Hamilton, I lord Hamilton        |  |  |       |  |  |                                     |  |  |                                   |  |
|                                      |                | Elizabeth Hamilton                  | James Hamilton, I lord Hamilton        |  |  |       |  |  |                                     |  |  |                                   |  |
|                                      |                | Elizabeth Hamilton                  | Mary Stewart                           |  |  |       |  |  |                                     |  |  |                                   |  |
| Matthew Stuart, IV conte di Lennox   |                | Elizabeth Hamilton                  |                                        |  |  |       |  |  |                                     |  |  |                                   |  |
|                                      |                | John Stewart, I conte di Atholl     | James Stewart                          |  |  |       |  |  |                                     |  |  |                                   |  |
|                                      |                | John Stewart, I conte di Atholl     | James Stewart                          |  |  |       |  |  |                                     |  |  |                                   |  |
|                                      |                | John Stewart, I conte di Atholl     | Joan Beaufort                          |  |  |       |  |  |                                     |  |  |                                   |  |
| Elizabeth Stewart                    |                | John Stewart, I conte di Atholl     |                                        |  |  |       |  |  |                                     |  |  |                                   |  |
|                                      |                | Eleanor Sinclair                    | William Sinclair, I conte di Caithness |  |  |       |  |  |                                     |  |  |                                   |  |
|                                      |                | Eleanor Sinclair                    | William Sinclair, I conte di Caithness |  |  |       |  |  |                                     |  |  |                                   |  |
|                                      |                | Eleanor Sinclair                    | Marjory Sutherland                     |  |  |       |  |  |                                     |  |  |                                   |  |
| Henry Stuart, I duca d'Albany        |                | Eleanor Sinclair                    |                                        |  |  |       |  |  |                                     |  |  |                                   |  |
|                                      | George Douglas | Archibald Douglas, V conte di Angus |                                        |  |  |       |  |  |                                     |  |  |                                   |  |
|                                      | George Douglas | Archibald Douglas, V conte di Angus |                                        |  |  |       |  |  |                                     |  |  |                                   |  |
|                                      | George Douglas | Elizabeth Boyd                      |                                        |  |  |       |  |  |                                     |  |  |                                   |  |
| Archibald Douglas, VI conte di Angus | George Douglas |                                     |                                        |  |  |       |  |  |                                     |  |  |                                   |  |
|                                      |                | Elizabeth Drummond                  | John Drummond, I lord Drummond         |  |  |       |  |  |                                     |  |  |                                   |  |
|                                      |                | Elizabeth Drummond                  | John Drummond, I lord Drummond         |  |  |       |  |  |                                     |  |  |                                   |  |
|                                      |                | Elizabeth Drummond                  | Elizabeth Lindsay                      |  |  |       |  |  |                                     |  |  |                                   |  |
| Margaret Douglas                     |                | Elizabeth Drummond                  |                                        |  |  |       |  |  |                                     |  |  |                                   |  |
|                                      |                | Enrico VII d'Inghilterra            | Edmund Tudor, I conte di Richmond      |  |  |       |  |  |                                     |  |  |                                   |  |
|                                      |                | Enrico VII d'Inghilterra            | Edmund Tudor, I conte di Richmond      |  |  |       |  |  |                                     |  |  |                                   |  |
|                                      |                | Enrico VII d'Inghilterra            | Margaret Beaufort                      |  |  |       |  |  |                                     |  |  |                                   |  |
| Margherita d'Inghilterra             |                | Enrico VII d'Inghilterra            |                                        |  |  |       |  |  |                                     |  |  |                                   |  |
|                                      |                | Elisabetta di York                  | Edoardo IV d'Inghilterra               |  |  |       |  |  |                                     |  |  |                                   |  |
|                                      |                | Elisabetta di York                  | Edoardo IV d'Inghilterra               |  |  |       |  |  |                                     |  |  |                                   |  |
|                                      |                | Elisabetta di York                  | Elizabeth Woodville                    |  |  |       |  |  |                                     |  |  |                                   |  |
|                                      |                | Elisabetta di York                  |                                        |  |  |       |  |  |                                     |  |  |                                   |  |